# Arsenaløen
Arsenaløen är en konstgjord ö i Danmark.   Den ligger i Köpenhamn och Region Hovedstaden. Den användes tidigare av danska flottan för lagring av vapen och ammunition.